# Granulicella tundricola
Granulicella tundricola es una especie de  bacteria gramnegativa del género Granulicella. Fue descrita en el año 2012. Su etimología hace referencia a habitante de la tundra. Es aerobia e inmóvil. Tiene un tamaño de 0,5 μm de ancho por 0,5-1,8 μm de largo. Forma colonias circulares, convexas, lisas y de color rosa en agar R2A. Temperatura de crecimiento entre 4-28 °C, óptima de 21-24 °C. Catalasa positiva y oxidasa negativa. Es sensible a los antibióticos : rifampicina, kanamicina, lincomicina y novobiocina. Resistente a ampicilina, eritromicina, cloranfenicol, neomicina, estreptomicina, tetraciclina, gentamicina, bacitracina, polimixina y penicilina. Tiene un genoma de 5,5 Mpb y un contenido de G+C de 59,9%. Se ha aislado del suelo de la tundra en Kilpisjärvi, Finlandia. 